# Curahuara de Carangas
Curahuara de Carangas es una población y municipio de Bolivia, capital de la provincia de Sajama del departamento de Oruro. Fue designada como capital de provincia por Ley de 11 de noviembre de 1950 al crearse la provincia Sajama, durante el gobierno de Mamerto Urriolagoitia.

## Toponimia
El nombre está compuesto por las palabras aimaras "kori bara k'araa ancas" que se traduciría como "la vara de oro de espalda pelada". Se dice que el nombre se debe a que los antiguos pobladores solían despilfarrar sus bienes.

## Características
El municipio de Curahuara de Carangas comprende en su territorio al Parque Nacional Sajama, donde se encuentra el Nevado Sajama, la montaña más alta de Bolivia, así como el pueblo de Sajama, importante centro de excursiones. Su clima es frío y seco.
La localidad es también conocida por albergar la Iglesia de Curahuara de Carangas conocida como la "Capilla Sixtina de los Andes".

## Geografía
El municipio ocupa la mitad septentrional de la provincia, al extremo noroeste del departamento de Oruro. Limita al norte con el departamento de La Paz, al oeste con la República de Chile, al sur con el municipio de Turco, y al este con la provincia de San Pedro de Totora.

## Demografía
De acuerdo con el censo boliviano de 2024, la población del municipio de Curahuara de Carangas es de 6 671 habitantes.
La población del municipio de Curahuara de Carangas aumentó en más de la mitad entre 1992 y 2024:
| Año  | Habitantes (municipio) | Habitantes (localidad) | Fuente |
| ---- | ---------------------- | ---------------------- | ------ |
| 1992 | 4 092                  | 1 054                  | Censo  |
| 2001 | 5 278                  | 1 314                  | Censo  |
| 2012 | 4 183                  | 1 668                  | Censo  |
| 2024 | 6 671                  | -                      | Censo  |

## Economía
La economía de Curahuara de Carangas se basa en la ganadería, especialmente la cría de camélidos, especialmente llamas y alpacas, y ovinos. Los cultivos principales son la papa, la quinua y la cebada, en general destinadas al autoconsumo.

## Transporte
Curahuara de Carangas se ubica a 165 km por carretera al oeste de la ciudad de Oruro, capital del departamento del mismo nombre. Desde Oruro, el camino de tierra de la Ruta 31 conduce al oeste a través de La Joya directamente a Curahuara. Se une a la Ruta 4 cuatro kilómetros al norte de Curahuara, que recorre 189 km desde Tambo Quemado en la frontera chilena hasta Patacamaya, que a su vez se conecta con la Ruta 1, a medio camino entre la sede de gobierno, La Paz, y Oruro.